# Cattedrale di St Albans
La cattedrale di St Albans (ufficialmente chiesa cattedrale e abbaziale di Sant'Albano, in inglese Cathedral and Abbey Church of St Alban, precedentemente St Albans Abbey) è la chiesa principale della diocesi anglicana di St Albans, nell'Hertfordshire (Inghilterra).
Gran parte della sua architettura risale all'epoca normanna. Dopo la dissoluzione dei monasteri nel XVI secolo cessò di essere un'abbazia, ma divenne cattedrale solo nel 1877. Sebbene legalmente sia una chiesa cattedrale, differisce in alcuni particolari dalla maggior parte delle altre cattedrali inglesi, essendo utilizzata anche come chiesa parrocchiale, di cui il decano è rettore con gli stessi poteri, responsabilità e doveri di qualsiasi altra parrocchia. Con i suoi 85 metri di lunghezza, ha la navata più lunga di qualsiasi cattedrale d'Inghilterra.
Fondato probabilmente nell'VIII secolo, l'edificio attuale è un prodotto dell'architettura normanna e romanica dell'XI secolo, con aggiunte gotiche e ottocentesche.

## Storia

### Il primo martire cristiano della Gran Bretagna
Secondo Beda, il cui racconto della vita del santo è il più elaborato, Albano visse a Verulamium, durante il III o IV secolo. In quel periodo i cristiani cominciarono a subire “crudeli persecuzioni”. La leggenda prosegue con Albano che incontra un prete cristiano (noto come Anfibalo) in fuga dai "persecutori" e lo ospita nella sua casa per diversi giorni. Albano rimase così colpito dalla fede e dalla pietà del sacerdote che presto si convertì al cristianesimo. Alla fine i soldati romani vennero a catturare il sacerdote, ma Albano indossò il suo mantello e si presentò ai soldati al posto del suo ospite, per essere quindi condotto davanti a un giudice e condannato alla decapitazione. Mentre veniva condotto all'esecuzione, arrivò a un fiume che scorreva velocemente, comunemente identificato col fiume Ver, lo attraversò e percorse circa 500 passi fino a una collina in leggera pendenza che dominava una bellissima pianura. Quando raggiunse la vetta iniziò ad avere sete e pregò Dio che gli desse da bere, al che l'acqua scaturì ai suoi piedi. Fu in questo punto che gli fu mozzata la testa. Immediatamente dopo che uno dei carnefici ebbe sferrato il colpo mortale, i suoi occhi caddero a terra accanto alla testa di Albano. Versioni successive del racconto dicono che la testa di Albano rotolò giù per la collina e che nel punto in cui si fermò sgorgò un pozzo. La cattedrale di St Albans si trova vicino al presunto luogo del martirio di Albano e riferimenti al pozzo spontaneo sono presenti nei toponimi locali: il fiume vicino era chiamato Halywell (inglese medio per "Holy Well", "pozzo santo") in epoca medievale, e la strada fino a Holmhurst Hill su cui sorge l'abbazia è ora chiamata Holywell Hill ma ha avuto il nome di Halliwell Street e altre varianti almeno dal XIII secolo.
La data dell'esecuzione di Albano non è mai stata stabilita con certezza. La Cronaca anglosassone indica l'anno 283, ma Beda la colloca nel 305. Fonti originali e storici moderni come William Hugh Clifford Frend e Charles Thomas indicano come più probabile il periodo 251–259 (sotto i persecutori Decio o Valeriano).
La tomba di Sant'Anfibalo si trova nella cattedrale.

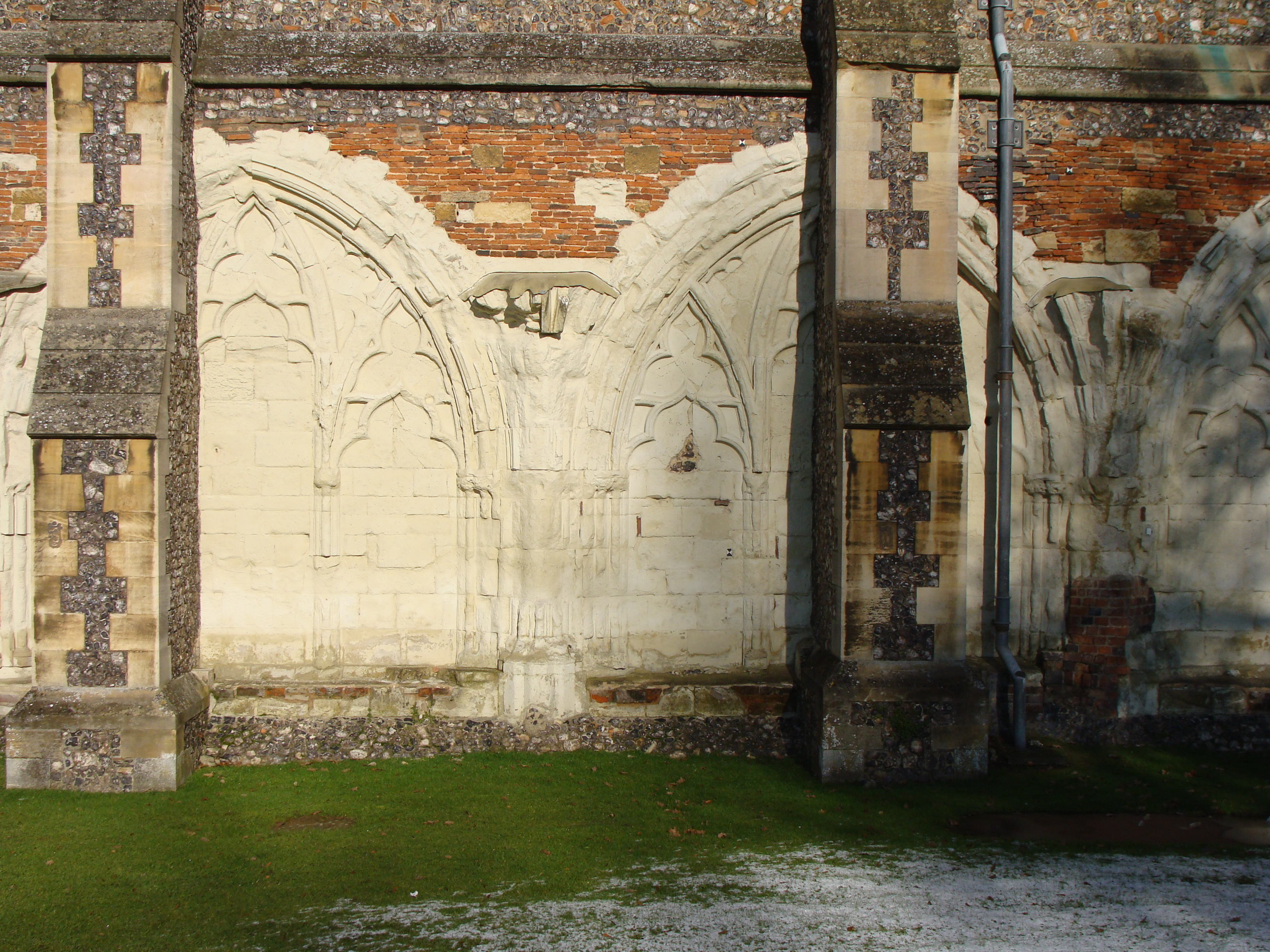
Resti del chiostro della cattedrale

Una memoria sul luogo dell'esecuzione che custodiva i resti di Albano esisteva sin dalla metà del IV secolo, forse da prima: Beda menziona una chiesa e Gildas un santuario; il vescovo Germano d'Auxerre vi fece visita nel 429. Lo stile di tale struttura è sconosciuto; il cronista del XIII secolo Matthew Paris scrisse che i Sassoni distrussero l'edificio nel 586.
Si dice che Offa di Mercia nel 793 abbia fondato a St Albans un monastero doppio, di regola benedettina. L'abbazia fu costruita su Holmhurst Hill, ora Holywell Hill, dall'altra parte del fiume Ver rispetto alle rovine di Verulamium. Anche in questo caso non ci sono informazioni sulla forma della prima abbazia. L'abbazia fu probabilmente saccheggiata dai danesi intorno all'890 e, nonostante le affermazioni di Paris, la carica di abate rimase vuota dal 920 circa per un cinquantennio, quando l'attività riformatrice di Dunstano di Canterbury raggiunse la città.
C'era l'intenzione di ricostruire l'abbazia nel 1005, quando l'abate Ealdred ottenne la licenza di rimuovere materiale da costruzione da Verulamium. Poiché la città poggia su argilla e gesso, l'unica pietra resistente della zona è la selce: questa veniva utilizzata con malta di calce e poi stuccata o lasciata nuda. Con le grandi quantità di mattoni, tegole e altre pietre presenti a Verulamium, il sito romano divenne una fonte primaria di materiale da costruzione per l'abbazia e altri progetti edilizi della zona. Le sezioni che richiedevano pietra lavorata utilizzavano pietra calcarea del Lincolnshire (pietra Barnack) provenienti da Verulamium; le pietre lavorate successivamente includono la pietra da taglio Totternhoe del Bedfordshire, il marmo di Purbeck e diversi calcari.
Le rinnovate incursioni vichinghe a partire dal 1016 bloccarono gli sforzi sassoni e molto poco dell'abbazia sassone fu incorporato nelle forme successive.

### L'abbazia normanna

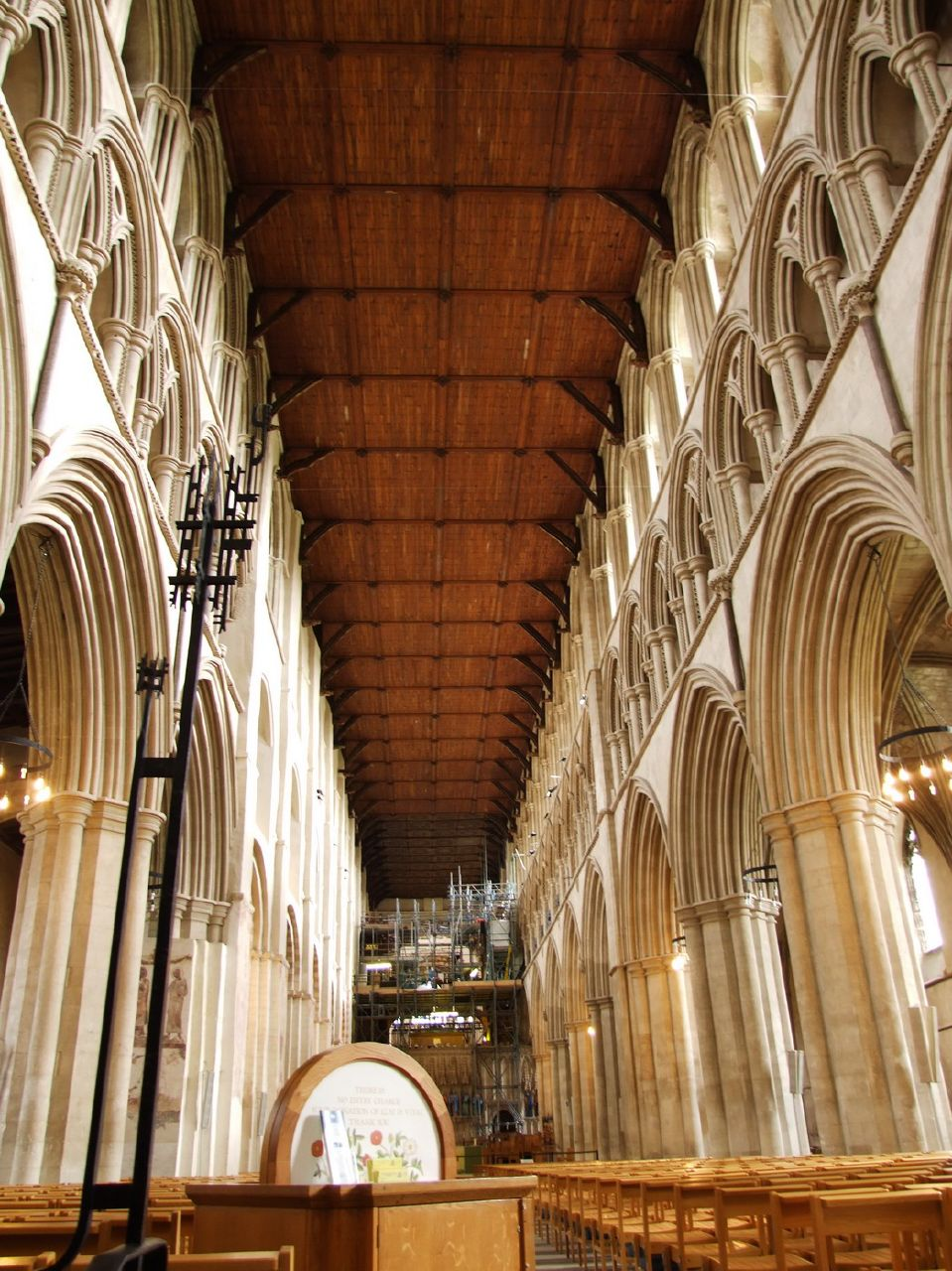
La navata. La parete nord (a sinistra) presenta un misto di archi normanni risalenti al 1077, e archi in stile inglese antico del Duecento.

Gran parte dell'attuale impianto e le proporzioni della struttura risalgono al primo abate normanno, Paolo di Caen (1077–1093). Quattordicesimo abate, fu nominato da suo zio, il nuovo arcivescovo di Canterbury, Lanfranco.
I lavori di costruzione iniziarono nell'anno dell'arrivo dell'abate Paolo. La progettazione e la costruzione furono supervisionate dal normanno Roberto. Il progetto vede elementi anglosassoni molto limitati ed è chiaramente influenzato dall'architettura abbaziale francese di Cluny e Bernay, e condivide una planimetria simile all'abbazia degli uomini di Caen e alla cattedrale di Canterbury di Lanfranco.
Per sfruttare al massimo la sommità del colle l'abbazia fu orientata a sud-est. Di impianto cruciforme, era l'abbazia più grande in Inghilterra a quel tempo, aveva un presbiterio di quattro campate, un transetto contenente sette absidi e una navata di dieci campate, quindici campate complessivamente. Roberto prestò particolare attenzione alle solide fondamenta, eseguendo un muro continuo di mattoni stratificati, selci e malta al di sotto e spingendo le fondamenta in profondità per dodici piedi (oltre 3 metri) sino a toccare il substrato roccioso. Sotto la torre della crociera furono posate pietre speciali di grandi dimensioni.
La torre fu un trionfo particolare: è l'unica grande torre di crociera dell'XI secolo ancora in piedi in Inghilterra. Roberto iniziò con speciali muri di sostegno spessi e quattro massicci pilastri in mattoni. La torre a quattro livelli si rastrema a ogni piano con contrafforti aggrappanti sui tre livelli inferiori e contrafforti circolari sul quarto livello. L'intera struttura pesa 5.000 tonnellate ed è alta 43 metri. La torre era probabilmente sormontata da un tetto piramidale normanno, la copertura attuale è invece piana. La cella campanaria alloggiava cinque campane: due pagate dall'abate, due da un ricco cittadino e una donata dal rettore di Hoddesdon. Nessuna di queste campane è sopravvissuta.
Era diffusa la convinzione che l'abbazia avesse altre due torri più piccole all'estremità occidentale, ma non ne sono stati trovati resti.
L'abbazia monastica fu completata nel 1089 ma non fu consacrata fino al giorno dei Santi Innocenti (28 dicembre) 1115, dall'arcivescovo di Rouen Ugo d'Amiens. Il re Enrico I partecipò alla cerimonia, così come molti vescovi e nobili.
Un convento femminile (Sopwell Priory) fu fondato nelle vicinanze nel 1140.
Internamente la chiesa abbaziale era priva di sculture, quasi spoglia. Le pareti intonacate erano colorate e modellate in alcune parti, con ampi arazzi che aggiungevano colore. Furono aggiunte decorazioni scultoree, principalmente fregi, poiché divennero più di moda, nel XII secolo, soprattutto dopo che lo stile gotico arrivò in Inghilterra intorno al 1170.
Nell'attuale struttura gli originali archi normanni sopravvivono principalmente sotto la torre centrale e sul lato nord della navata. Gli archi nel resto dell'edificio sono gotici, innalzati a seguito di rifacimenti e ampliamenti medievali e di restauri di età vittoriana.
L'abbazia fu ampliata nel 1190 dall'abate Giovanni di Wallingford (1195–1214); man mano che il numero dei monaci passava da cinquanta a oltre cento, la chiesa abbaziale fu ampliata verso ovest con l'aggiunta di tre campate alla navata centrale. Anche il severo fronte occidentale normanno fu ricostruito da Hugh de Goldclif, anche se il modo è incerto; era molto costoso ma il suo "rapido" deterioramento e le successive alterazioni hanno cancellato tutto tranne alcuni frammenti. Furono aggiunti anche un reliquiario più importante e un altare dedicati a Sant'Anfibalo. I lavori furono molto lenti sotto Giovanni di Wallingford e non furono completati che al tempo dell'abate Guglielmo di Trumpington (1214–1235). Il basso tetto della torre normanna fu demolito e fu innalzata una nuova guglia, molto più alta, rivestita di piombo.
Il Salterio di St Albans (c. 1130 –1145) è il più noto di una serie di importanti manoscritti miniati romanici prodotti nello scriptorium dell'abbazia. Successivamente, Matteo Paris, monaco a St Albans dal 1217 fino alla sua morte nel 1259, fu importante sia come cronista che come artista. Diciotto dei suoi manoscritti sopravvivono e costituiscono una ricca fonte di informazioni contemporanee per gli storici.
Nicholas Breakspear nacque vicino a St Albans, si dice ad Abbots Langley, e chiese di essere ammesso all'abbazia come novizio, ma fu rifiutato. Alla fine riuscì a farsi accettare in un'abbazia francese. Nel 1154 fu eletto al soglio pontificio come papa Adriano IV, l'unico papa inglese mai esistito. Il capo dell'abbazia fu confermato primo abate d'Inghilterra anche nel 1154.

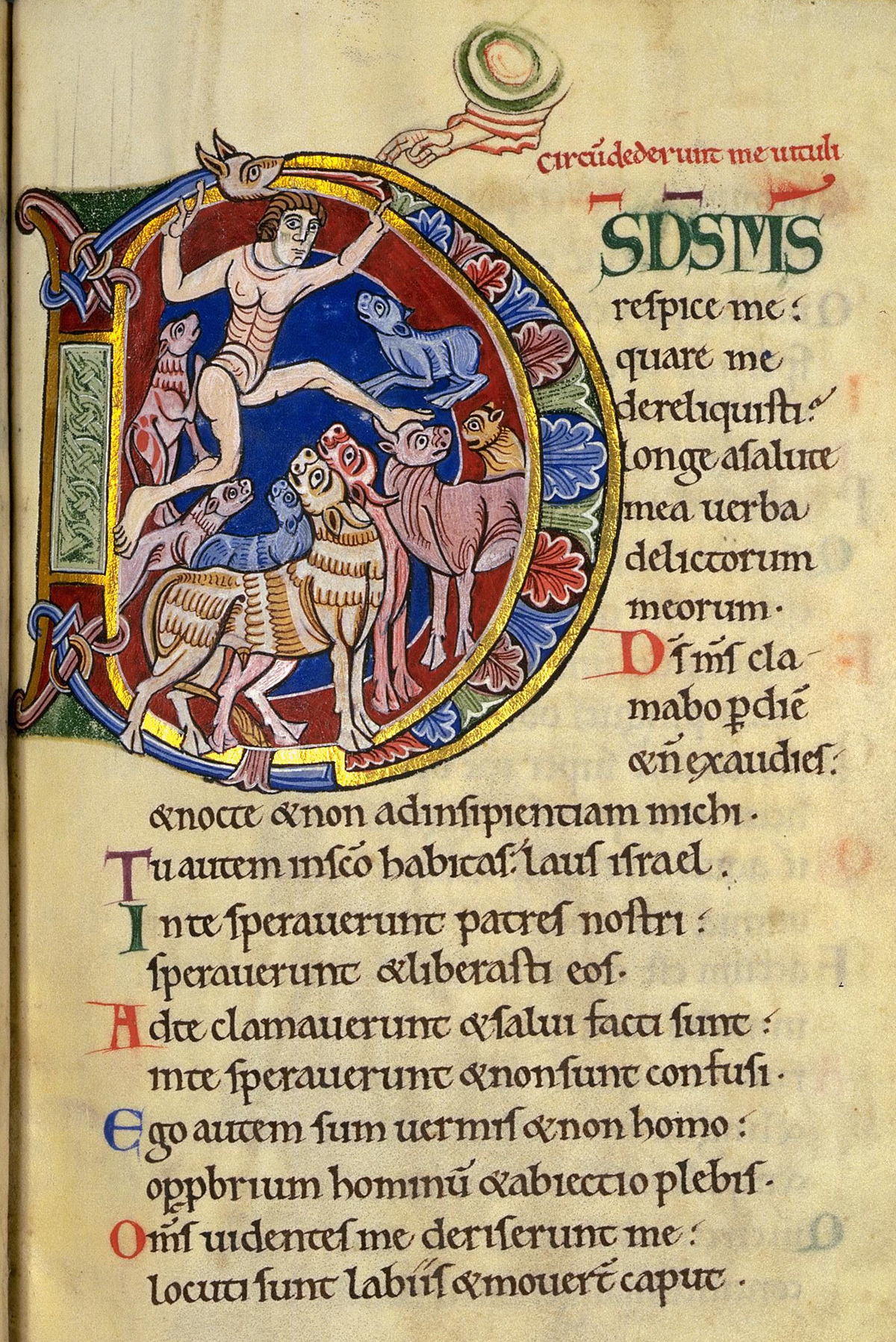
Salmo 22:1-8 nel Salterio di St Albans. Le prime parole del Salmo nella Vulgata latina sono Deus, Deus meus, qui abbreviato in DS DS MS.
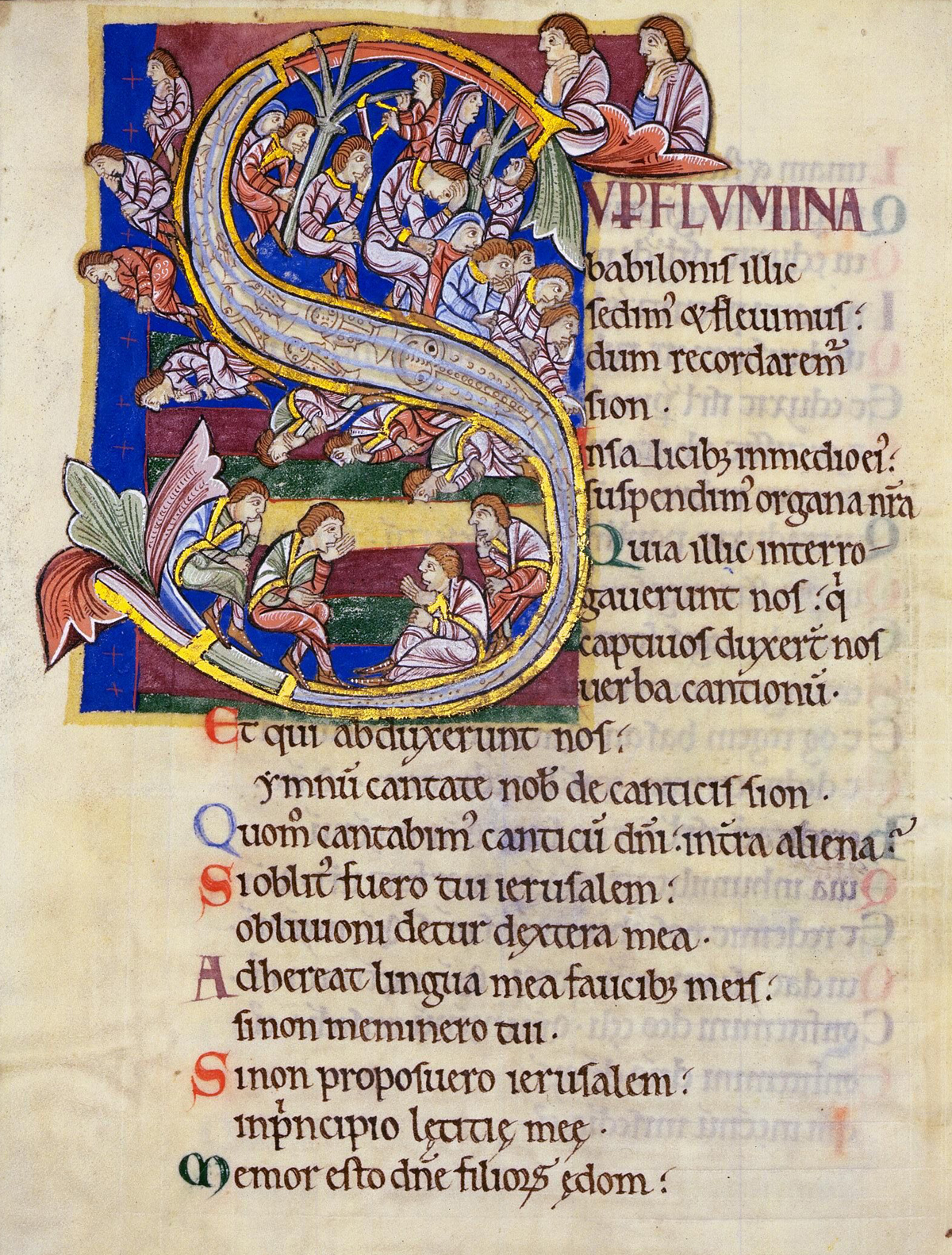
Salmo 137 Iniziale S
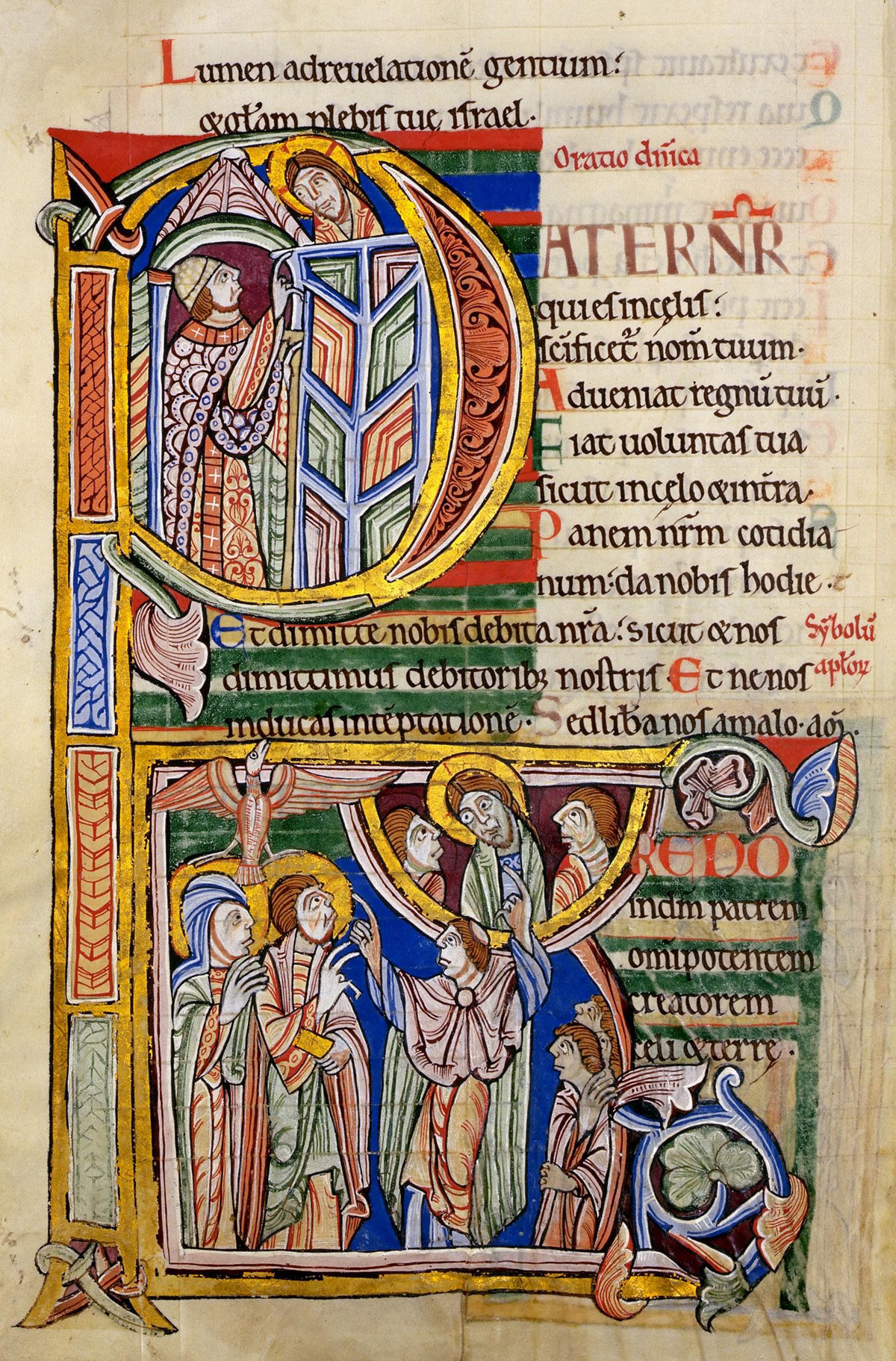
Capolettera all'inizio del Padre nostro
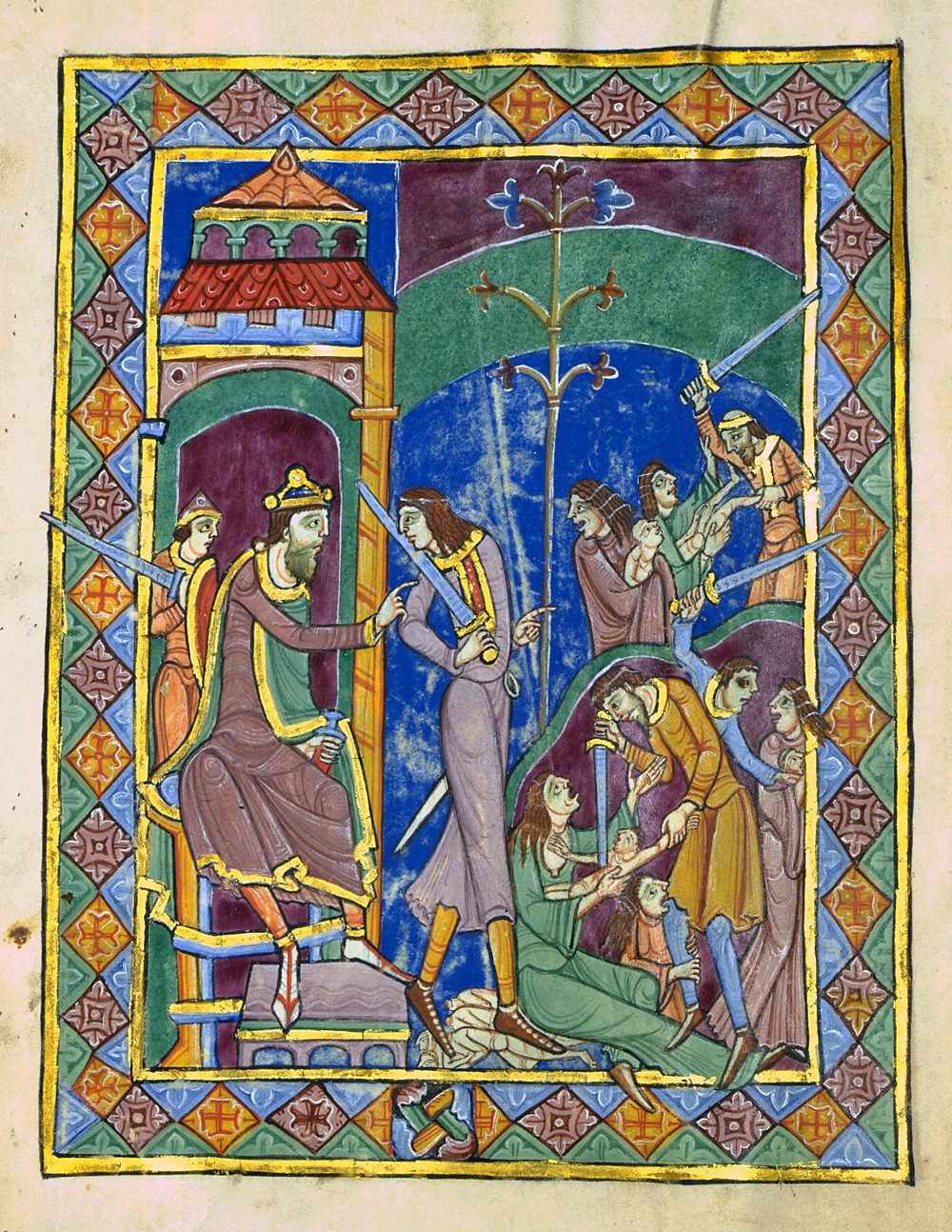
Strage degli innocenti
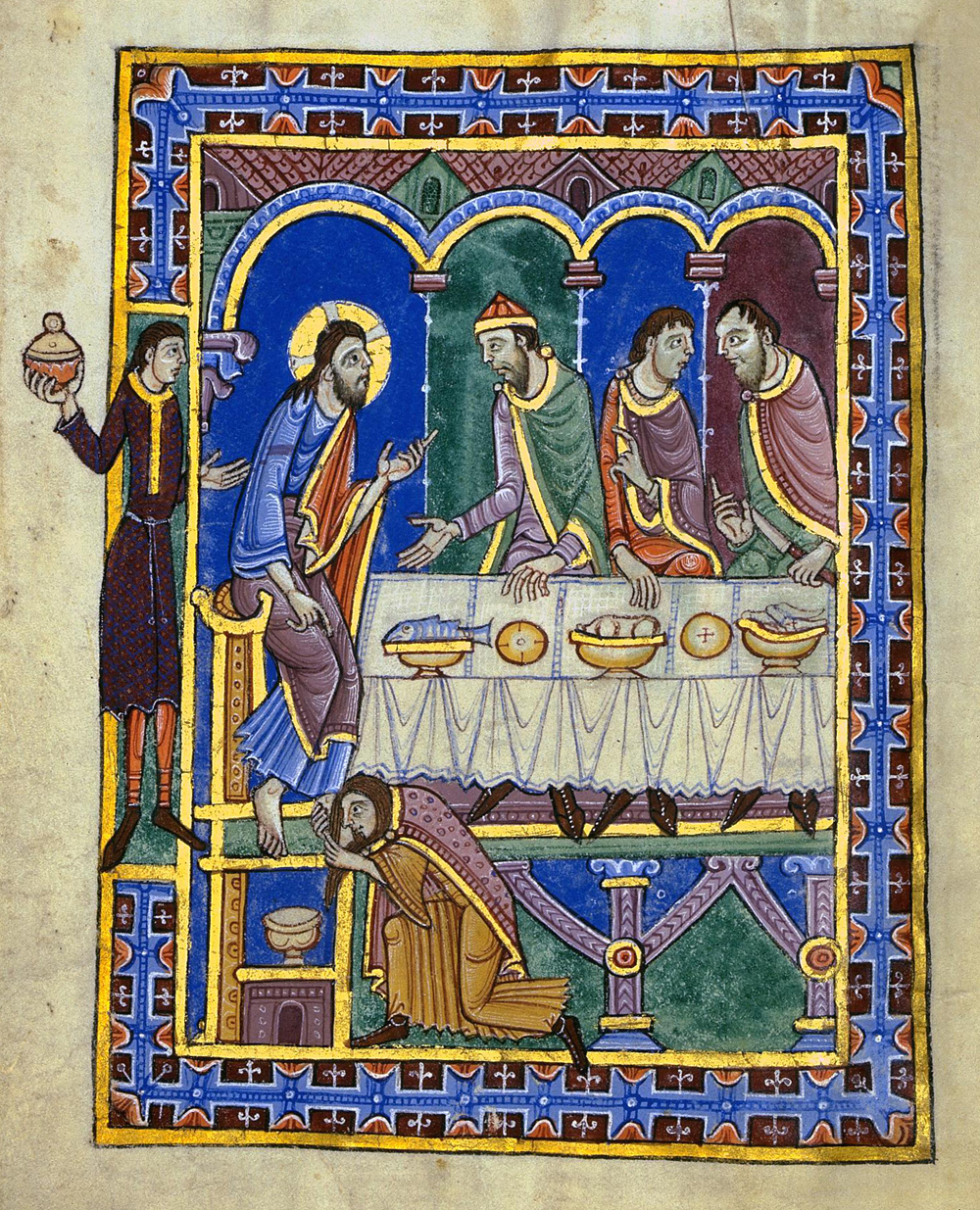
Cristo nella casa di Simone il fariseo, con Maria Maddalena che gli lava i piedi, Luca 7:36–50
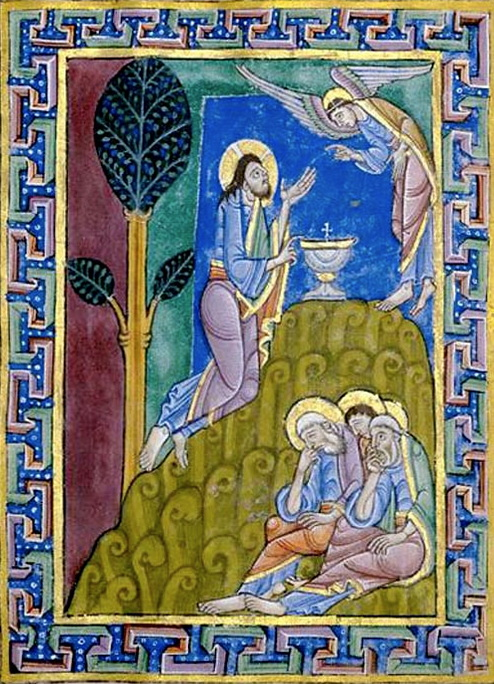
L'agonia di Gesù nell'orto
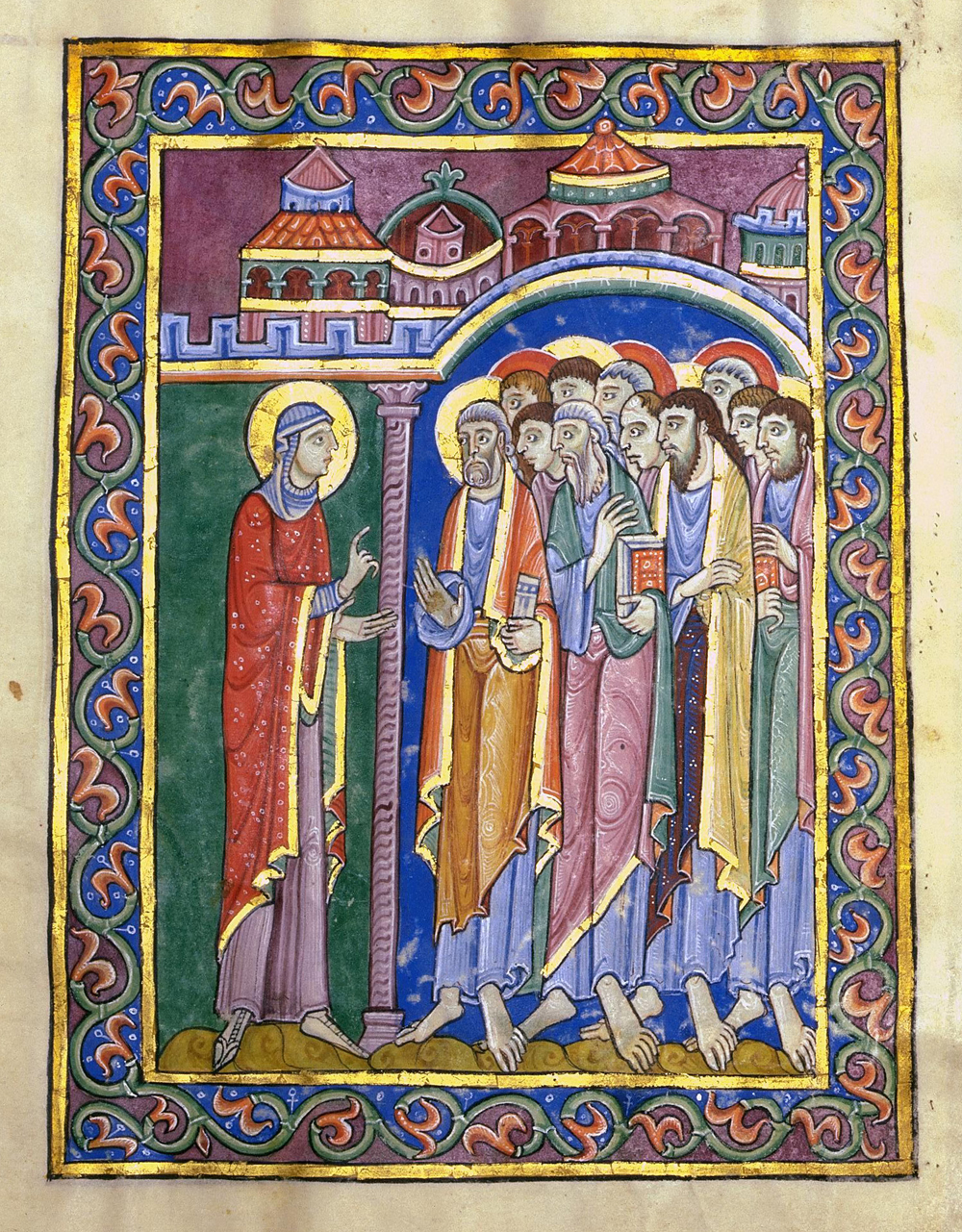
Maria Maddalena annuncia il Cristo risorto

L'abbazia possedeva un certo numero di filiazioni, che andavano dal priorato di Tynemouth nel nord al Priorato di Binham vicino alla costa del Norfolk.

### Dal XIII al XV secolo
Un terremoto scosse l'abbazia nel 1250 e danneggiò l'estremità orientale della chiesa. Nel 1257 furono abbattute alcune sezioni pericolosamente fessurate: tre absidi e due campate. Fu lasciato lo spesso muro del presbiterio che sorreggeva la torre. La ricostruzione e l'ammodernamento furono completati durante il governo dell'abate Roger de Norton (1263–90).
Il 10 ottobre 1323 due pilastri sul lato sud della navata crollarono trascinando giù gran parte del tetto e distruggendo cinque campate. Il capomastro Henry Wy intraprese la ricostruzione, adattandosi allo stile inglese antico ma aggiungendo dettagli e ornamenti tipici del XIV secolo. Anche il reliquiario di Sant'Anfibalo era stato danneggiato e fu rifatto.

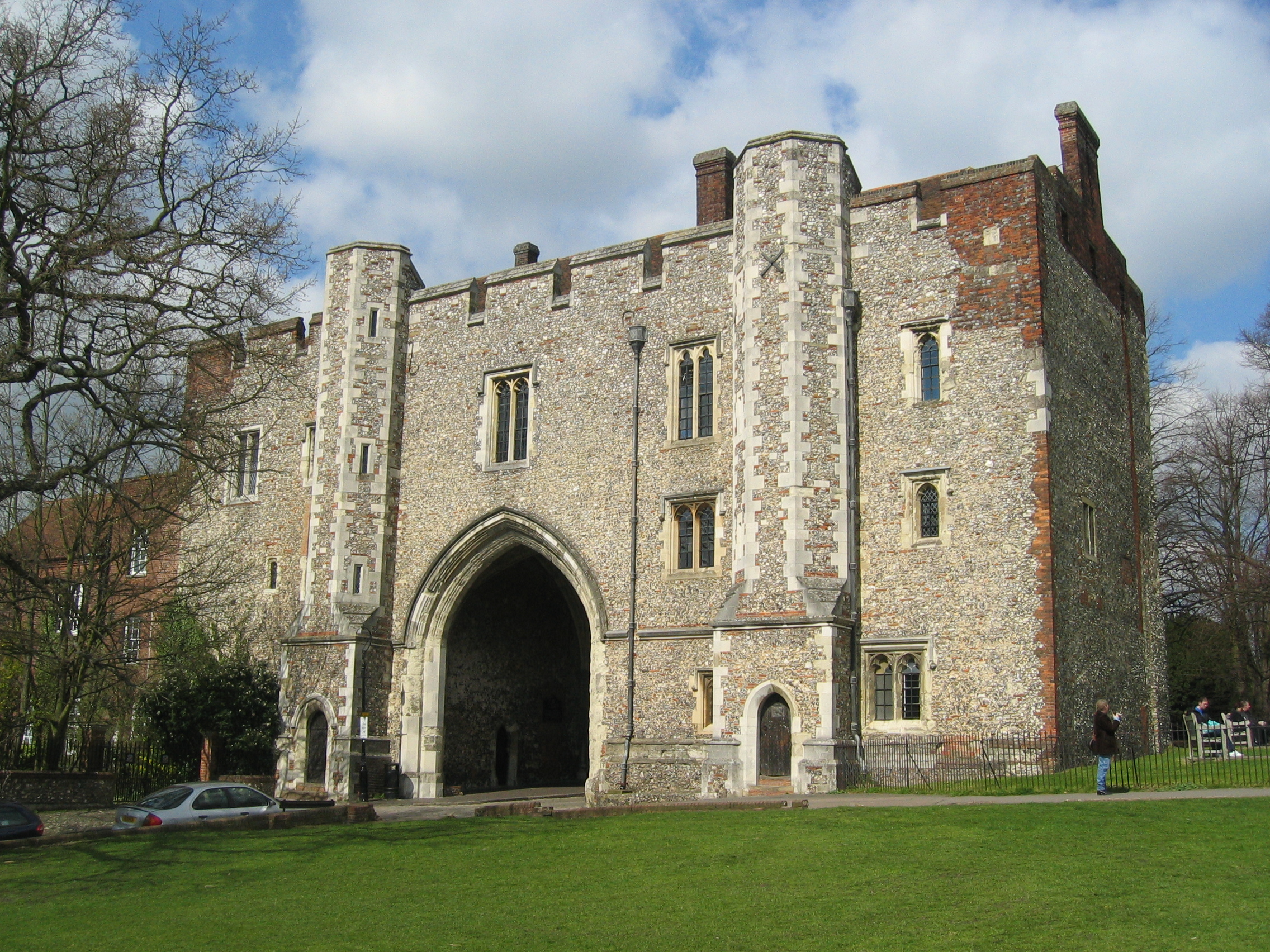
Porta di entrata all'abbazia, ora parte della St Albans School.

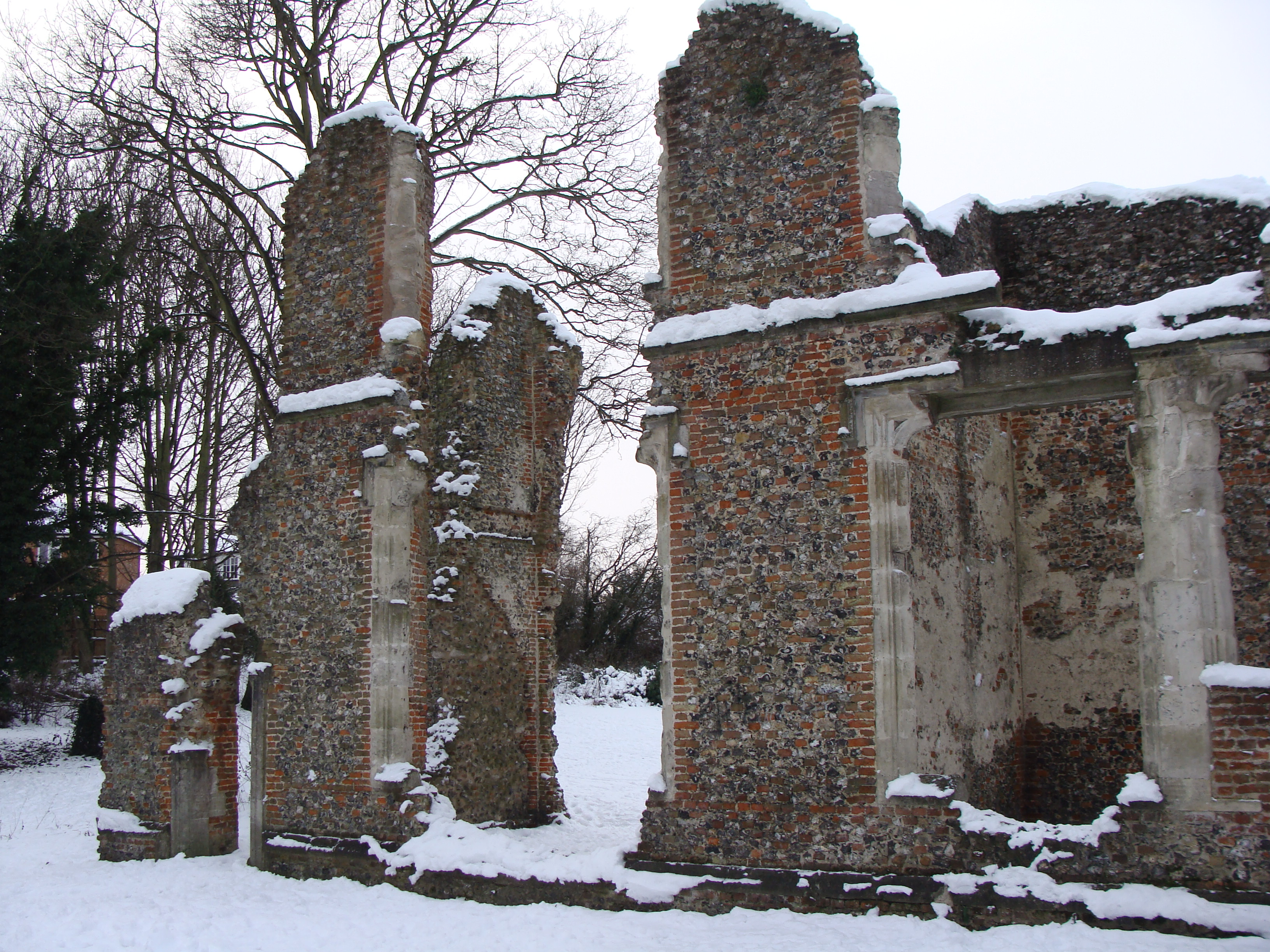
Rovine della casa di Richard Lee al Priorato di Sopwell

Una nuova porta fu costruita sul terreno dell'abbazia nel 1365: unica parte degli edifici del monastero (oltre alla chiesa) a sopravvivere alla dissoluzione, in seguito venne utilizzata come prigione e ora (dal 1871) è parte della St Albans School. Gli altri edifici monastici erano situati a sud della porta e della chiesa.
Nel XV secolo una grande finestra occidentale con nove luci principali fu commissionata dall'abate Giovanni di Wheathampstead. La guglia fu ridotta, l'inclinazione del tetto notevolmente diminuita, e le merlature aggiunte liberamente. Ulteriori nuove finestre, a £ 50 ciascuna, furono inserite nei transetti dall'abate Guglielmo di Wallingford, che fece realizzare anche un nuovo tramezzo per l'altare maggiore.

### La dissoluzione
Dopo la morte dell'abate Ramryge nel 1521 l'abbazia si indebitò e decadde lentamente, sotto la guida di tre abati di poca energia. Al momento della dissoluzione dei monasteri e della loro resa il 5 dicembre 1539, il reddito era di £ 2.100 all'anno. L'abate e i restanti quaranta monaci furono messi in pensione e gli edifici saccheggiati. Tutti gli oggetti d'oro, d'argento e dorati furono portati via insieme agli altri oggetti di valore; le pietre furono rotte e deturpate e le tombe aperte alla ricerca di ricchezze. L'abbazia divenne parte della diocesi di Lincoln nel 1542 e fu trasferita alla diocesi di Londra nel 1550.
Gli edifici soffrirono: abbandono, riparazioni di second'ordine, danni attivi. Richard Lee, ingegnere militare, acquistò tutti gli edifici, eccetto la chiesa, la cappella e alcuni altri locali di proprietà della Corona, attorno al 1539. Nel 1549 Lee iniziò la demolizione sistematica, inclusa la rimozione e la vendita della pietra, a eccezione di ciò che potrebbe essere stato trattenuto per migliorare Lee Hall a Sopwell. Nel marzo del 1550 Lee restituì la terra all'abate tramite concessione.
Nel 1553 la cappella dedicata alla Vergine fu utilizzata come scuola, la grande porta d'ingresso come prigione cittadina, alcuni altri edifici passarono alla Corona, e la chiesa abbaziale fu venduta alla città per 400 sterline nel 1553 dal re Edoardo VI per diventare chiesa parrocchiale.
Le spese di manutenzione ricaddero sulla città, anche se nel 1596 e successivamente a intervalli irregolari l'arcidiacono fu autorizzato a raccogliere nella diocesi fondi per le riparazioni. Dopo una visita nel 1612, Giacomo I autorizzò un'altra raccolta, che fruttò circa £ 2.000, la maggior parte delle quali andò alla riparazione del tetto. La guerra civile inglese ridusse drasticamente i fondi per le riparazioni, mentre la chiesa abbaziale veniva utilizzata per detenere prigionieri di guerra e subiva atti di vandalismo da parte loro e delle guardie. Anche la maggior parte degli oggetti metallici sopravvissuti alla dissoluzione fu rimossa e altre parti ornamentali danneggiate nella severità puritana. Un'altra raccolta fondi nel 1681-1684 fu nuovamente dedicata al tetto, a riparare la volta del presbiterio. Una sovvenzione reale di Guglielmo III e Maria II del 1689 andò alla manutenzione generale, alle "riparazioni" per nascondere alcune delle caratteristiche gotiche allora considerate fuori moda e ai nuovi arredi interni. Ci fu una seconda concessione reale da parte di Guglielmo nel 1698.
Entro la fine del XVII secolo il degrado fu sufficiente perché numerosi scrittori lo commentassero.
Nel 1703, dal 26 novembre al 1º dicembre, la Grande Tempesta imperversò sull'Inghilterra meridionale; l'abbazia perse la finestra del transetto sud che fu sostituita in legno al costo di £ 40. La finestra fu realizzata di vetro trasparente con cinque luci e tre traverse in uno stile neogotico, opera di John Hawgood. Altre finestre, sebbene non danneggiate dalla tempesta, rappresentarono un costante onere per il bilancio dell'abbazia nel XVIII secolo.
Una richiesta alle autorità del 1723-1724, chiedendo £ 5.775, rileva una grande crepa nel muro sud, che il muro nord era a diciotto pollici dalla verticale e che le travi del tetto erano marcite al punto da essere pericolose. Il denaro raccolto fu speso per il tetto della navata su dieci campate.
Un'altra richiesta non fu emessa che nel 1764. Anche in quel caso il tetto era marcio, così come la finestra del transetto sud, i muri erano in parte crepati o frantumati e il muro sud si era abbassato e ora sporgeva verso l'esterno. Nonostante un obiettivo di £ 2.500, furono raccolte solo £ 600.
Negli anni Settanta del Settecento l'abbazia rischiò la demolizione; le spese per le riparazioni erano tali che il progetto di distruggere l'abbazia ed erigere una chiesa più piccola quasi riuscì.
Una tempesta nel 1797 provocò un certo cedimento, spaccando tombe aperte, disperdendo piastrelle sul pavimento, allagando l'interno della chiesa e lasciando alcuni archi fuori dalla verticale.

### XIX secolo

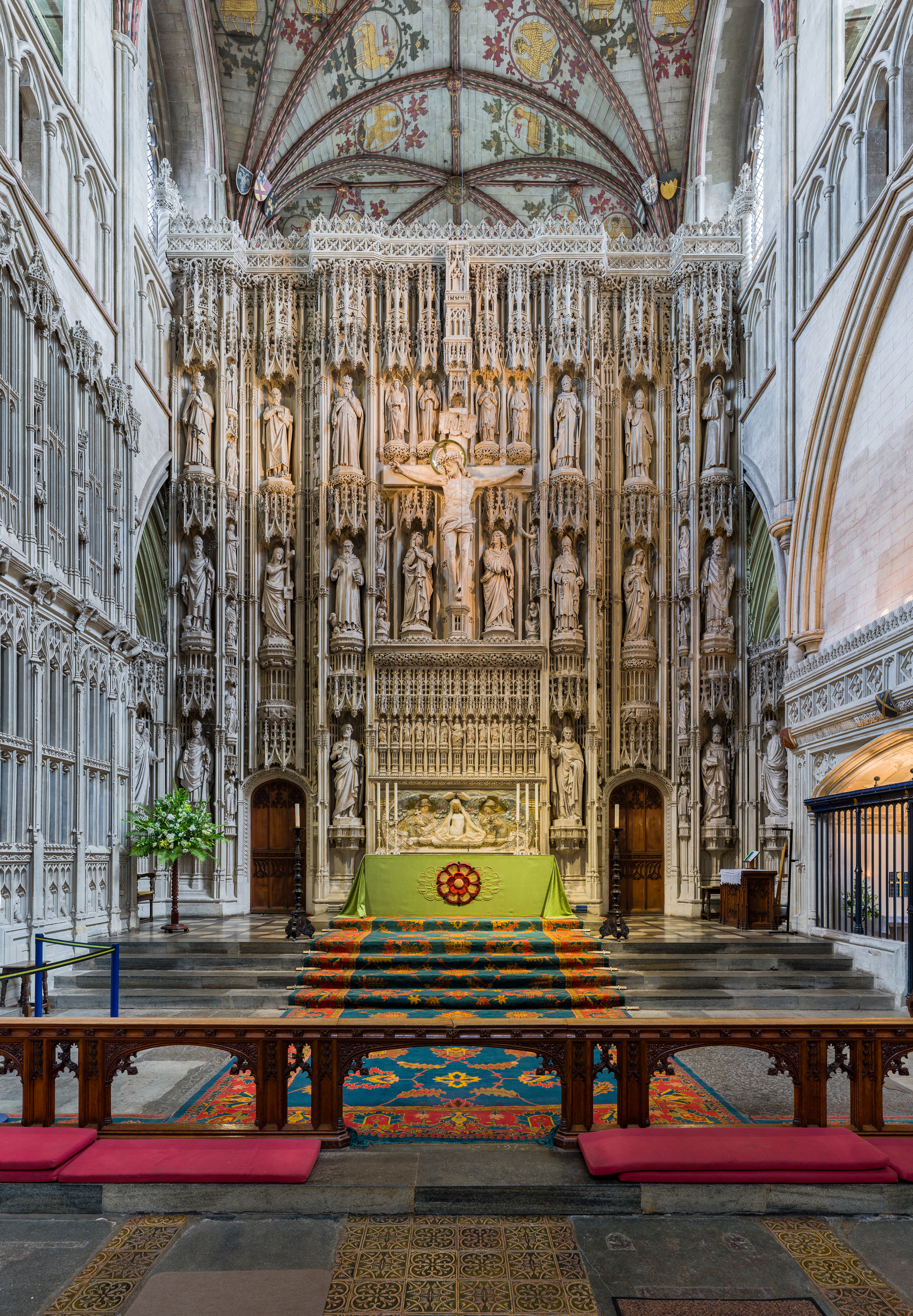
Il tramezzo di Guglielmo di Wallingford, c. 1480 – le statue sono sostituzioni vittoriane (1884–1889) delle originali, distrutte con la dissoluzione dei monasteri, quando anche il tramezzo stesso fu danneggiato. Ai lati dell'altare si trovano le statue di Sant'Albano e Sant'Anfibalo.

Questo secolo è stato caratterizzato da una serie di piani di riparazione. L'abbazia ricevette del denaro dal Million Act del 1818, e nel 1820 furono raccolte 450 sterline per acquistare un organo, un esemplare di seconda mano realizzato nel 1670.
Nel febbraio 1832 una parte del muro del cleristorio crollò attraverso il tetto della navata sud, lasciando un buco lungo quasi nove metri. Essendo evidente la necessità di seri lavori di riparazione, l'architetto Lewis Nockalls Cottingham fu chiamato a esaminare l'edificio. Il suo Rilievo fu presentato nel 1832 e la lettura fu preoccupante: ovunque la malta era in pessime condizioni e le travi di legno marcivano e si flettevano. Cottingham raccomandava la posa di nuove travi sull'intero tetto e una nuova falda più ripida, la rimozione della guglia e nuove travi nella torre, nuova pavimentazione, lavori in ferro per sostenere il muro del transetto ovest, una nuova finestra in pietra del transetto sud, nuovi contrafforti, un nuovo sistema di drenaggio per il tetto, nuovi ferri su quasi tutte le finestre, e così via. Il costo stimato era di £ 14.000. Fu raccolta una sottoscrizione pubblica di £ 4.000, di cui £ 1.700 svanirono in spese. Con i fondi così limitati il muro del cleristorio fu ricostruito, il tetto della navata rialzata, la guglia della torre rimossa, una quarantina di finestre murate furono riaperte e vetrate, e la finestra sud rifatta in pietra.
Henry Nicholson, rettore dal 1835 al 1866, fu anche attivo nel riparare la chiesa dell'abbazia, per quanto poté, e nella scoperta di elementi gotici perduti o trascurati.

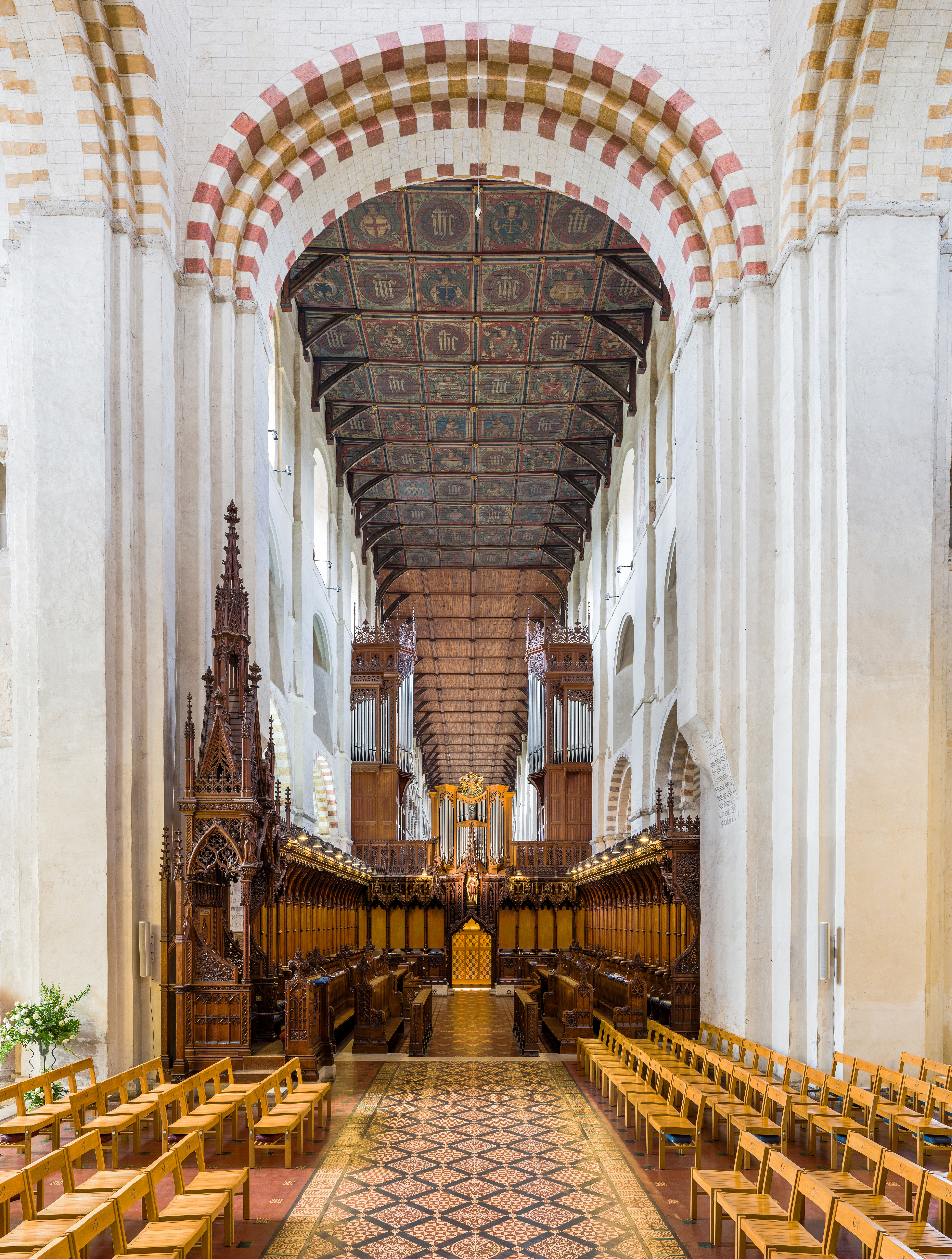
Il coro

Scott iniziò restaurando il pavimento medievale, per cui si rese necessaria la rimozione di tonnellate di terra, e riparando il tetto della navata nord. Dal 1872 al 1877 i pavimenti restaurati furono ripiastrellati con pietre abbinate e copie di vecchi disegni di piastrelle. Altre 2.000 tonnellate di terra furono spostate nel 1863 durante i lavori di fondazione e di posa del nuovo sistema di drenaggio. Nel 1870 i pilastri della torre risultarono gravemente indeboliti con numerose crepe e cavità. Come misura di emergenza furono inserite enormi travi e gli archi riempiti di mattoni. I lavori di riparazione durarono fino al maggio 1871 e costarono oltre £ 2.000. La parete sud della navata era ormai tutt'altro che diritta; Scott rinforzò il muro nord e installò un'impalcatura per sollevare il peso del tetto dal muro, quindi lo fece raddrizzare in meno di tre ore. Il muro fu poi rinforzato con cinque nuove enormi masse e risistemato. Scott è stato lodato come "salvatore dell'abbazia". Dal 1870 al 1875 furono spese circa 20.000 sterline.
Nel 1845 St Albans fu trasferita dalla diocesi di Lincoln alla diocesi di Rochester. Poi, nel 1875, fu approvato il Bishopric of St Albans Act e il 30 aprile 1877 fu creata la sede di St Albans, che comprende circa 300 chiese nelle contee dell'Hertfordshire e del Bedfordshire. Thomas Legh Claughton, allora vescovo di Rochester, eletto per assumere la divisione settentrionale della sua vecchia diocesi e il 12 giugno 1877 fu intronizzato primo vescovo di St Albans, carica che mantenne fino al 1890. È sepolto nel sagrato della chiesa sul lato nord della navata.
George Gilbert Scott stava lavorando al tetto della navata, alla volta e alla campata ovest quando morì il 27 marzo 1878. I suoi piani furono parzialmente completati dl figlio, John Oldrid Scott, ma il lavoro rimanente cadde nelle mani di Edmund Beckett, I barone Grimthorpe, i cui sforzi suscitarono molte polemiche: Nikolaus Pevsner lo ha definito un "pomposo" e "prepotente". Tuttavia, fece dono di gran parte dell'immensa somma (£ 130.000) necessaria a coprire i costi.
Mentre il lavoro di Scott era chiaramente in sintonia con l'edificio esistente, i progetti di Grimthorpe riflettevano l'ideale vittoriano. In effetti questi trascorse molto tempo a respingere e criticare il lavoro di Scott e gli sforzi di suo figlio.
Grimthorpe ripristinò innanzitutto la falda originale del tetto, sebbene si mantennero le merlature aggiunte per il tetto inferiore. Completato nel 1879, il tetto fu piombato, seguendo i desideri di Scott.

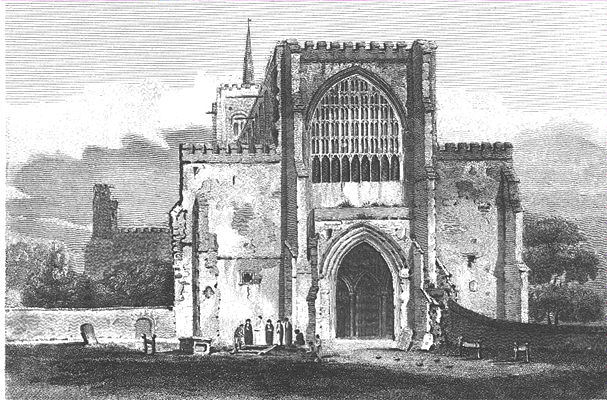
Incisione del 1805 della facciata ovest dell'Abbazia che mostra la finestra perduta di Wheathampstead.

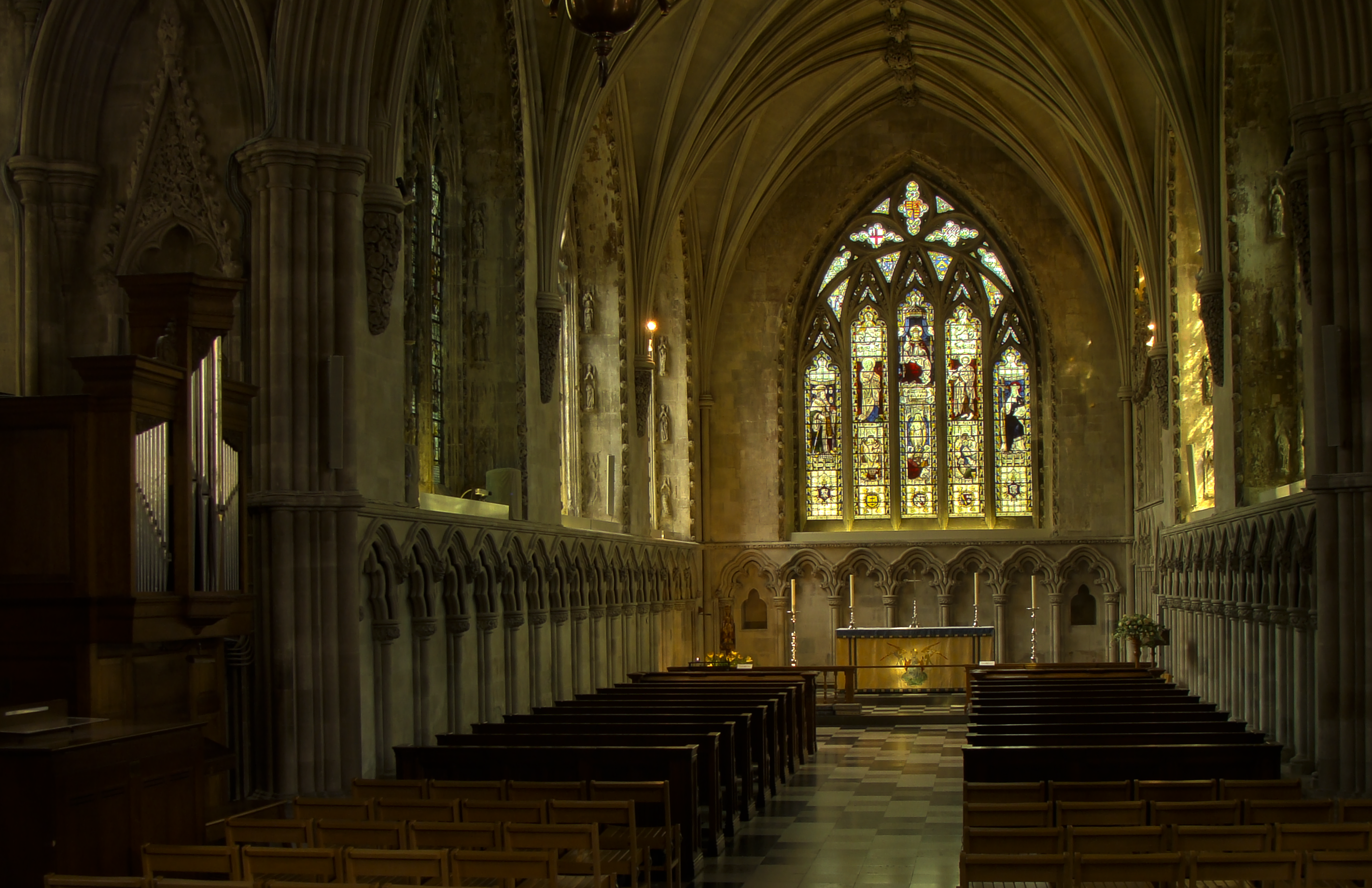
La Cappella della Madonna all'estremità orientale della cattedrale

Grimthorpe era noto per la sua avversione per il gotico perpendicolare, al punto che avrebbe fatto demolire le sezioni che non gli piacevano perché "troppo marce" piuttosto che rifarle. Nella sua ricostruzione, in particolare delle finestre, mescolava comunemente gli stili architettonici con noncuranza (vedi la navata sud, lo schermo del coro sud e la volta). Spese £ 50.000 per rifare la navata. Altrove ricostruì completamente i chiostri delle pareti sud, con nuovi pesanti contrafforti, e rimosse le arcate dei chiostri est durante la ricostruzione delle pareti del transetto sud. Nel transetto sud rifece completamente la facciata meridionale, completata nel 1885, compreso l'enorme gruppo di monofore - la sua realizzazione più orgogliosa - e le torrette laterali; fu inoltre realizzato un nuovo e pesante tetto in tegole. Nel transetto nord Grimthorpe fece demolire la finestra perpendicolare e inserì il suo progetto: un rosone di cerchi, cerchi a cuspide e losanghe disposti in cinque anelli attorno alla luce centrale, sessantaquattro luci in totale, ciascun cerchio con un modello di vetratura diverso.
Grimthorpe continuò attraverso il presbiterio nel suo stile, adattando l'anticappella per le corti del concistoro, e nella cappella della Madonna. Dopo un'accesa causa legale con Henry Hucks Gibbs, I barone Aldenham, su chi avrebbe dovuto dirigere il restauro, Grimthorpe fece rifare la volta e riproporzionarla in pietra, fece realizzare il pavimento in marmo bianco e nero (1893) e installare nuove arcate e sculture vittoriane. Esternamente i contrafforti furono ampliati per sostenere il nuovo tetto e le pareti rifatte.
Già nel 1897 Grimthorpe dovette tornare nelle sezioni precedentemente rinnovate per effettuare delle riparazioni. Il suo uso di cemento troppo resistente aveva portato alla comparsa di crepe, mentre la sua passione per il ferro nelle finestre aveva causato la corrosione e il danneggiamento della pietra circostante.
Grimthorpe morì nel 1905 e fu sepolto nel sagrato. Stabilì un lascito per continuare i lavori sugli edifici.
Durante questo secolo il nome St Albans Abbey fu dato a una delle due stazioni ferroviarie della città.

### XX secolo
John Oldrid Scott (morto nel 1913), nonostante i frequenti scontri con Grimthorpe, aveva continuato a lavorare all'interno della cattedrale. Scott era un convinto sostenitore del revival gotico e progettò la tomba del primo vescovo; fece costruire un nuovo trono vescovile (1903), insieme a stalli commemorativi per il vescovo Festing e due arcidiaconi, e nuovi stalli del coro. Riposizionò e ricostruì anche l'organo (1907). Ulteriori lavori furono interrotti dalla prima guerra mondiale.
Alla cattedrale furono quindi aggiunti numerosi memoriali di guerra, in particolare il dipinto The Passing of Eleanor di Frank Salisbury (rubato nel 1973), e la ristrutturata finestra principale ovest, dedicata nel 1925.
In seguito all'Enabling Act del 1919, il controllo degli edifici passò a un Consiglio parrocchiale (sostituito dal Consiglio della cattedrale nel 1968), che nominò lo specialista in falegnameria John Rogers a presiedere alla Fabbrica. Rogers scoprì estesi danni causati dallo scarabeo Xestobium rufovillosum nella volta del presbiterio e supervisionò la riparazione (1930-1931). Fece rimuovere quattro tonnellate di rifiuti dalla torre della crociera e rinforzò le travi principali (1931-1932); investì nell'uso estensivo di insetticidi su tutte le strutture in legno. Nel 1934, le otto campane furono revisionate e ne furono aggiunte quattro nuove da utilizzare nella celebrazione del giubileo d'argento di Giorgio V.

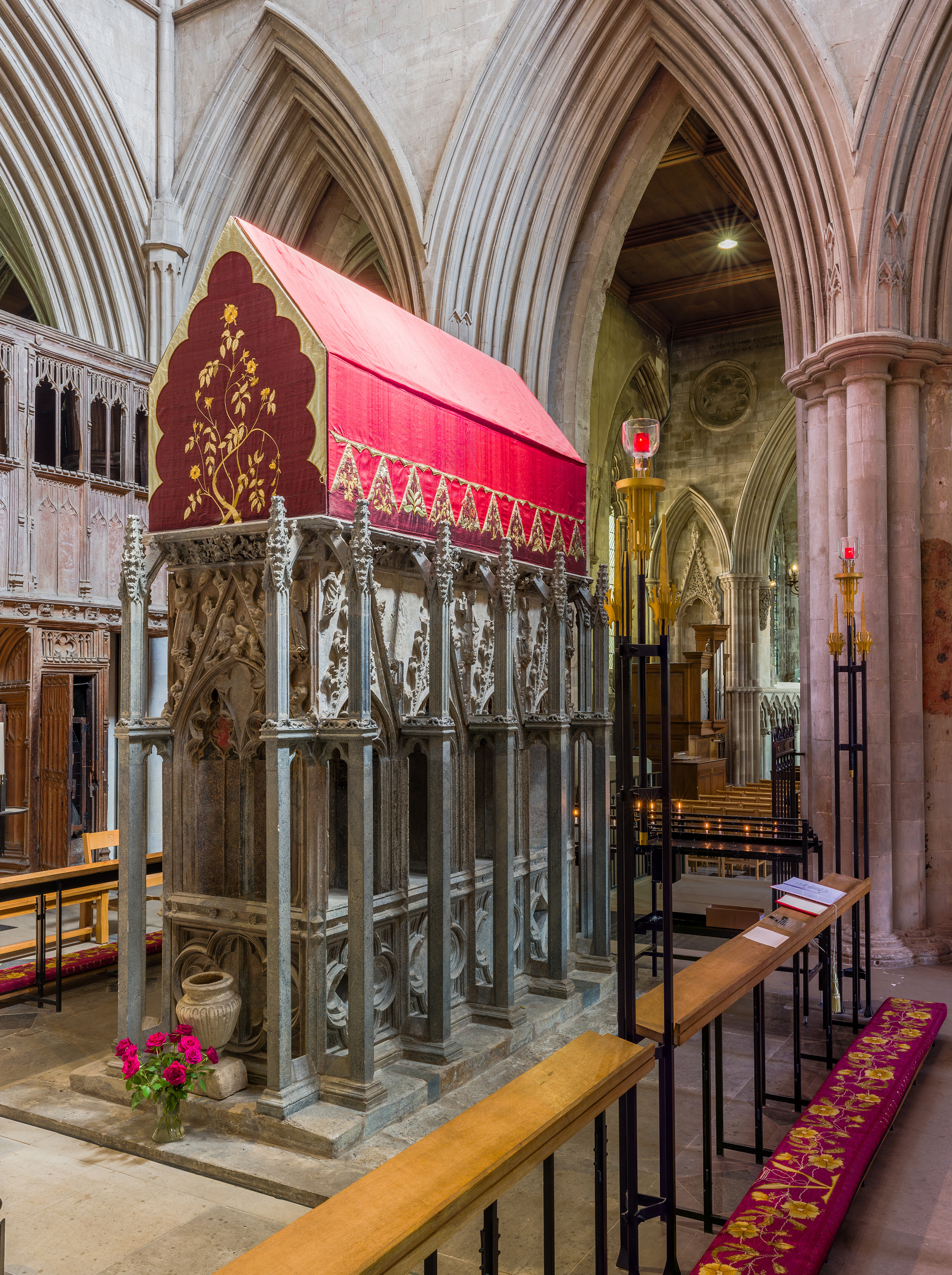
Il reliquiario di Sant'Albano

Cecil Brown fu architetto e geometra dal 1939 al 1962. Dapprima, per via della guerra, si limitò a supervisionare l'abbassamento delle campane e a istituire una guardia antincendio. Dopo la guerra, negli anni cinquanta, l'organo fu rimosso, ricostruito e rimontato, e furono aggiunti nuovi banchi. La sua opera principale fu la torre della crociera: si scoprì che il cemento di Grimthorpe danneggiava i mattoni romani, ogni mattone della torre fu quindi sostituito secondo necessità e ricollocato in una malta adeguata. Il soffitto della torre fu rinnovato così come i murali della navata. Brown istituì la Muniments Room per raccogliere e conservare tutti i documenti della chiesa.
Nel 1972, per incoraggiare un legame più stretto tra celebrante e congregazione nella navata, il massiccio pulpito da nove tonnellate insieme agli stalli del coro e ai banchi permanenti fu smantellato e rimosso. Lo spazio dell'altare fu ampliato e migliorato. Furono installati nuovi stalli del coro in legno "più leggero" (rovere sbiancato) e le sedie hanno sostituito i banchi. Un nuovo pulpito in legno fu acquistato da una chiesa del Norfolk e installato nel 1974. L'illuminazione esterna è stata aggiunta nel 1975.
Un'approfondita indagine nel 1974 rivelò nuove perdite, degrado e altri deterioramenti, e fu concordato un piano di restauro decennale. Anche in questo caso la copertura ha richiesto molto lavoro. I tetti della navata e del lucernario sono stati riparati in quattro fasi con una nuova copertura. Il progetto della navata fu completato nel 1984 per un costo totale di 1,75 milioni di sterline. Le finestre del cleristorio furono riparate, con il ferro corroso sostituito con bronzo, e altri lavori di Grimthorpe sul lucernario furono sostituiti.
Nel 1970 fu proposto un nuovo centro visitatori. Il permesso di costruire è stato richiesto nel 1973; ci fu un'inchiesta pubblica e l'approvazione fu concessa nel 1977. Costruita sul lato sud della cattedrale, vicino al sito della sala capitolare originaria dell'abbazia, la nuova "Casa capitolare" costò circa 1 milione di sterline e fu ufficialmente inaugurata l'8 giugno 1982 dalla Regina Elisabetta. Il materiale da costruzione principale era costituito da 500.000 repliche di mattoni romani.
Altri lavori della fine del XX secolo includono il restauro del reliquiario di Albano, con un nuovo baldacchino ricamato, e la vetrata disegnata da Alan Younger per il rosone del transetto nord di Grimthorpe, inaugurata nel 1989 da Diana, principessa del Galles. Nel 2015 sette nuove statue in pietra dipinta sono state installate nelle nicchie medievali dello schermo della navata. Questo è stato un evento raro poiché le ultime figure dipinte poste su un paravento della chiesa furono messe lì prima della Riforma e della guerra civile inglese.

### XXI secolo
Il reliquiario di Sant'Anfibalo è stato restaurato tra il 2019 e il 2021, finanziato da una borsa di studio e dal contributo di oltre mille donatori. Doveva essere inaugurato nel 2020, ma il lavoro è stato ritardato a causa della pandemia di COVID-19, e per commemorare l'evento è stata aggiunta una nuova figura che indossa una maschera.

## Sepolture
- Robert Breakspear (morto nel 1110), sacerdote della diocesi di Bath, poi monaco a St Albans; padre dell'unico papa inglese, papa Adriano IV.
- Richard d'Aubeney (1097–1119), abate
- Ralph Gubion (morto il 7 luglio 1150), abate e storico
- Roberto di Gorron (morto nel 1170 circa), abate di St Albans
- Simon Warin (morto nel 1195), abate
- Giovanni di Wallingford (morto nel 1214), abate
- Guglielmo di Trumpington, abate (1214–35)
- Giovanni di Hertford (morto nel 1335), abate
- Adam Rous (morto nel 1370), chirurgo del re Edoardo III
- Thomas de la Mare (morto nel 1396), abate
- Giovanni de la Moote, abate (1396–1401)
- Giovanni Whethamstede (morto nel 1465), abate
- Umfredo Plantageneto, duca di Gloucester (morto nel 1447), quarto figlio del re Enrico IV
- Vittime della prima battaglia di St Albans :

- Thomas Clifford, VIII barone di Clifford (1414–55)
- Henry Percy, II conte di Northumberland (1392/1393–1455)
- Edmund Beaufort, II duca di Somerset (1406–55)

- Sir Anthony (o Antony) Gray (morto nel 1480), cognato di Elisabetta Woodville, regina consorte di Edoardo IV
- Thomas Legh Claughton, primo vescovo di St Albans (1877–90), sepolto nel sagrato della chiesa
- Edmund Beckett, I barone Grimthorpe (1816-1905)
- Robert Runcie, vescovo di St Albans (1970–80), arcivescovo di Canterbury (1980–91), sepolto nel sagrato e commemorato con una gargolla sul tetto